# 普萊森特代爾 (內布拉斯加州)
普萊森特代爾（英語：Pleasant Dale）是位於美國內布拉斯加州蘇厄德縣的村。

## 人口
根據2020年美國人口普查的數據，普萊森特代爾的面積為0.29平方千米，皆為陸地。當地共有人口218人，而人口密度為每平方千米752人。